# 유도체
유도체(誘導體, 영어: derivative)는 화학에서 화학 반응에 의해 비슷한 화합물로부터 유래되는 화합물이다.
과거에는 유도체도 하나의 원자 또는 원자단이 다른 원자 또는 원자단으로 치환되면, 다른 화합물로부터 생성될 수 있는 화합물을 의미하기도 했지만, 현대 화학에서는 이제 이러한 의미에 대해 유사체라는 용어를 사용함으로써 모호성을 제거하였다. 유사체라는 용어는 유기화학에서 일반적으로 사용된다.
유기화학에서 유도체는 어떤 유기 화합물을 모체로 했을 때 작용기의 도입, 산화, 환원, 원자의 치환 등 모체의 구조와 성질을 대폭 변화시키지 않는 한도 내에서 변화된 화합물을 의미한다. 이러한 변환은 실제 화학 반응으로 행해지는 경우도 있으나 보통 지면 상에서 생각하는 경우가 대부분이다. 예를 들면 클로로벤젠은 벤젠의 염소 유도체, 싸이오페놀은 페놀의 싸이오 유도체로 표현된다.
생화학에서 유도체라는 단어는 이론적으로 전구물질로부터 생성될 수 있는 화합물에 사용된다.
분석을 용이하게 하기 위해 화학적 유도체가 사용될 수 있다. 예를 들어, 녹는점 분석은 많은 유기 화합물의 식별에 도움을 줄 수 있다. 유도체의 녹는점 값을 이용할 수 있으면, 원래 화합물을 식별하는 간단한 방법으로 세미카바존 또는 2,4-다이나이트로페닐하이드라진(알데하이드 또는 케톤에서 유도됨)과 같은 결정성 유도체를 준비할 수 있다. 분광 분석을 사용하기 전에는, 이러한 방법이 널리 사용되었다.

## 같이 보기
- 유도체화
- 전구물질
- 생성물
- 반응 중간체
- 동족체
- 이성질체